# بری بلنکلی
بری بلنکلی (انگلیسی: Barry Blankley; ۲۷ اکتبر ۱۹۶۴ ) بازیکن فوتبال بود.
از باشگاه‌هایی که در آن بازی کرده‌است می‌توان به باشگاه فوتبال ووکینگ اشاره کرد.